# Prinsengracht
Le Prinsengracht (en néerlandais : « Canal des princes ») est le quatrième des canaux concentriques qui entourent le centre-ville d'Amsterdam, capitale des Pays-Bas. Son nom commémore le prince Guillaume d'Orange. Le canal et les bâtiments le bordant sont protégés par leur inscription sur la liste du patrimoine mondial de l'UNESCO.

## Géographie

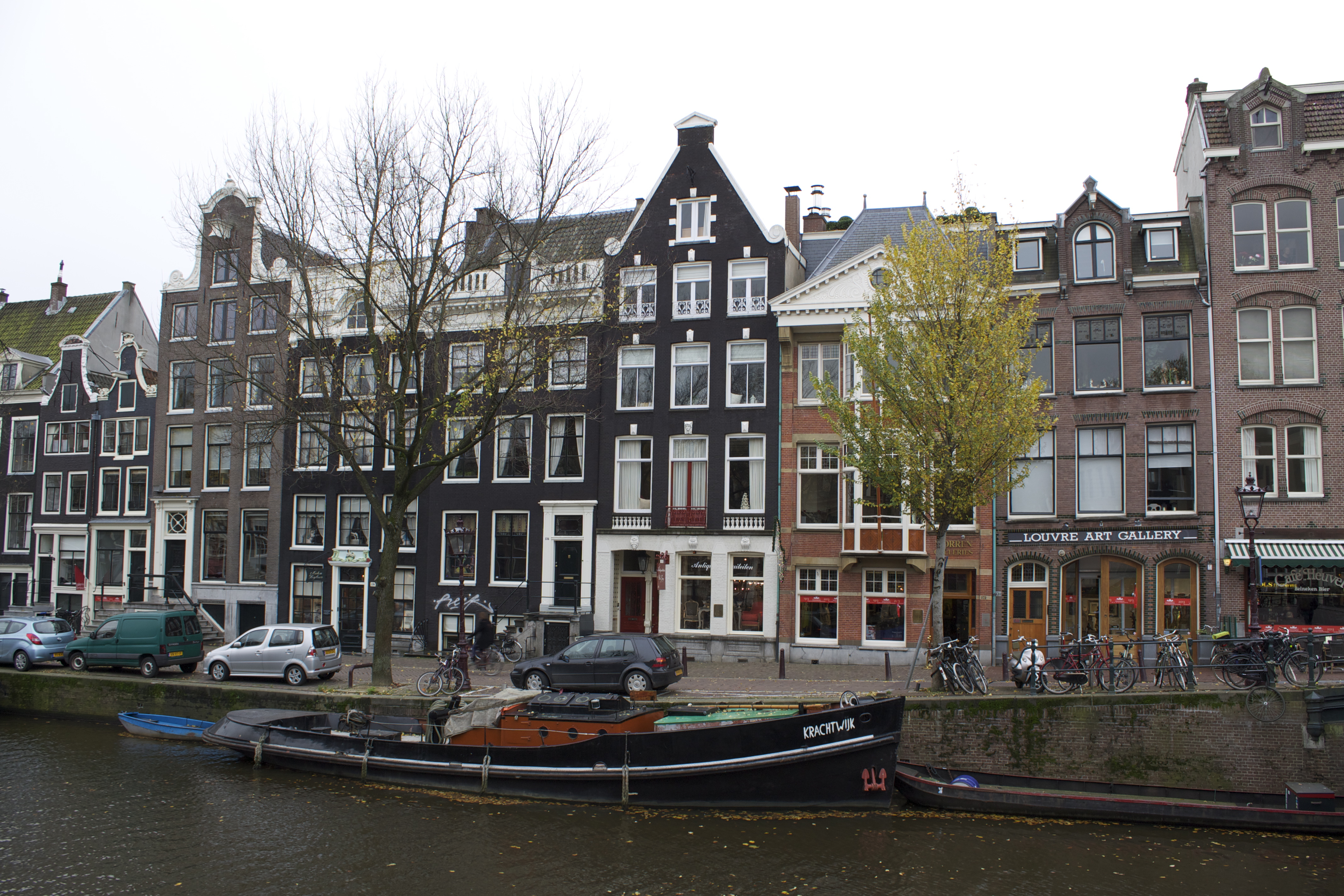
Le Prinsengracht en automne.

Au nord, le Prinsengracht communique avec l'IJ au niveau de la Westerdoksdijk. Il croise le Brouwersgracht près du Noordermarkt, puis emprunte un trajet parfaitement parallèle au Keizersgracht. Au sud-ouest, il croise le Leidsegracht puis, au sud, le Reguliersgracht, avant de croiser l'Amstel. Il s'achève au sud-est en rejoignant le Plantage Muidergracht, qui entoure le quartier du Plantage.
Le Prinsengracht est franchi par 19 ponts routiers ou piétonniers, ainsi que par un pont ferroviaire (à l'extrême nord). Sa longueur totale est d'environ 4,1 km et sa largeur moyenne de 20 m.

## Bâtiments notables
La plus grande partie des maisons bordant le Prinsengracht sont construites pendant l'Âge d'or des Provinces Unies, au XVIIe siècle. Dans sa partie nord-ouest, il marque une rupture nette dans le plan d'urbanisme entre le quartier de Jordaan et le centre.
Les lieux et bâtiments les plus notables situés le long du canal sont la Noorderkerk, la Westerkerk, la maison d'Anne Frank et le Noordermarkt.

## Activités
Chaque année, le troisième week-end d'août, le Prinsengracht est le théâtre d'un concert de musique classique en plein air, donné sur une scène flottante, les spectateurs y assistant sur des embarcations ou sur les quais du canal.